# Puaikura Football Club
Il Puaikura Football Club è una società calcistica delle Isole Cook.

## Rosa
| N. |                          | Ruolo | Calciatore        |
| -- | ------------------------ | ----- | ----------------- |
| 1  | Isole Cook (bandiera)    | P     | Keegan Inia       |
| 2  | Isole Cook (bandiera)    | D     | Jarves Aperau     |
| 3  | Isole Cook (bandiera)    | C     | Anthony Samuela   |
| 4  | Isole Cook (bandiera)    | A     | Pekay Edwards     |
| 5  | Nuova Zelanda (bandiera) | D     | Anthony Hobbs     |
| 6  | Isole Cook (bandiera)    | C     | Kimiora Samuela   |
| 7  | Isole Cook (bandiera)    | C     | Samuel Maoate-Cox |
| 8  | Isole Cook (bandiera)    | C     | Paul Poila        |

| N. |                          | Ruolo | Calciatore              |
| -- | ------------------------ | ----- | ----------------------- |
| 10 | Isole Cook (bandiera)    | C     | Grover Harmon           |
| 11 | Isole Cook (bandiera)    | D     | Temata Karika           |
| 12 | Isole Cook (bandiera)    | A     | Conroy Tiputoa          |
| 13 | Isole Cook (bandiera)    | D     | Tyrell Barringer-Tahiri |
| 14 | Isole Cook (bandiera)    | A     | Maro Bonsu-Maro         |
| 15 | Nuova Zelanda (bandiera) | D     | Kris Carpenter          |
| 16 | Nuova Zelanda (bandiera) | C     | Renta Yamamoto          |
| 17 | Isole Cook (bandiera)    | C     | Dwayne Tiputoa          |
| 18 | Nuova Zelanda (bandiera) | C     | Paul Rhodes             |

## Palmarès
- Cook Islands Round Cup: 4[1]

1985, 1987, 2013, 2016
- Cook Islands Cup: 3[2]

1985, 2016, 2017